# Skala dystansu społecznego Bogardusa
Skala dystansu społecznego Bogardusa – (stworzona przez Emory Bogardusa) jest to skala służąca do pomiaru w jakim stopniu ludzie są skłonni do utrzymywania – zróżnicowanych co do stopnia bliskości – stosunków społecznych z innymi grupami społecznymi np.: etnicznymi, rasowymi, religijnymi. Składa się ona z kilku pytań wskaźnikujących różny stopień intensywności określonej zmiennej.
Struktura pytań zakłada, że osoba, która akceptuje pewien stopień integracji, będzie też skłonna zaakceptować wszystkie poprzedzające go na liście możliwości, czyli te o niższym stopniu intensywności.
Przykładowe pytania na skali Bogardusa mogą wyglądać następująco:
1. Czy zgodziłbyś się, aby Romowie mieszkali w twoim kraju?
2. Czy zgodziłbyś się, aby Romowie mieszkali w twojej miejscowości?
3. Czy zgodziłbyś się, aby Romowie mieszkali w twojej dzielnicy?
4. Czy zgodziłbyś się, aby Romowie byli twoimi sąsiadami?
5. Czy zgodziłbyś się, aby twoje dziecko poślubiło Roma?

Im wcześniej zostanie udzielona negatywna odpowiedź, tym dystans społeczny do danej grupy społecznej jest większy.